# Juniperus oxycedrus subsp. macrocarpa
Genévrier oxycèdre à gros fruits, Genévrier à gros fruits
Sous-espèce
Statut de conservation UICN

LC : Préoccupation mineure
Juniperus oxycedrus subsp. macrocarpa, en français Genévrier oxycèdre à gros fruits ou Genévrier à gros fruits, est une sous-espèce de Juniperus oxycedrus, espèce de conifères de la famille des Cupressaceae et du genre Juniperus.

## Taxonomie
La plante est d'abord considérée comme une espèce, décrite par James Edward Smith en 1813, qui la classe dans le genre Juniperus sous le nom binominal Juniperus macrocarpa (basionyme). John Ball l'abaisse au rang de sous-espèce en 1878, sous le nom correct Juniperus oxycedrus subsp. macrocarpa.
Juniperus oxycedrus subsp. macrocarpa a pour synonymes :
- Juniperus biasolettii Link, 1846[2]
- Juniperus communis var. macrocarpa (Sibth. & Sm.) Spach, 1841[2]
- Juniperus lobelii Guss., 1844[1],[2]
- Juniperus macrocarpa sensu H.J.Coste, 1905[1]
- Juniperus macrocarpa Sm., 1813[1]
- Juniperus macrocarpa Sibth. & Sm., 1816[2]
- Juniperus macrocarpa var. globosa Neilr., 1869[2]
- Juniperus macrocarpa var. lobelii (Guss.) Parl., 1868[2]
- Juniperus major Dioscorides ex Bubani, 1897[2]
- Juniperus oxycedrus var. macrocarpa Neilr., 1868[2]
- Juniperus umbilicata Godr., 1855[1],[2]
- Juniperus sphaerocarpa Antoine, 1857[2]
- Juniperus willkommii Antoine, 1857[2]
- Sabina phoenicea var. lobelii (Guss.) Antoine, 1857[2]

## Description

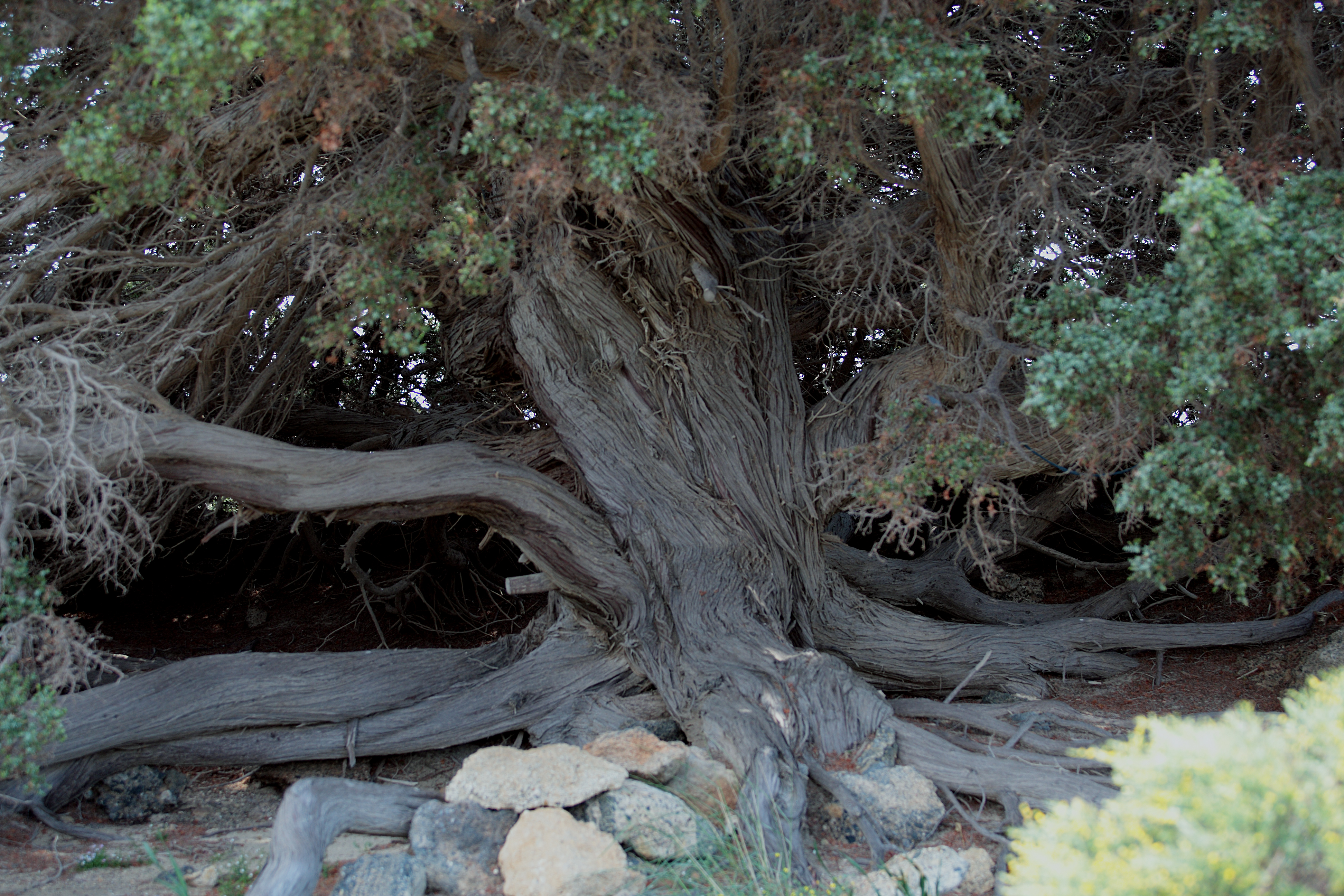
Un vieux Génévrier en Crète.
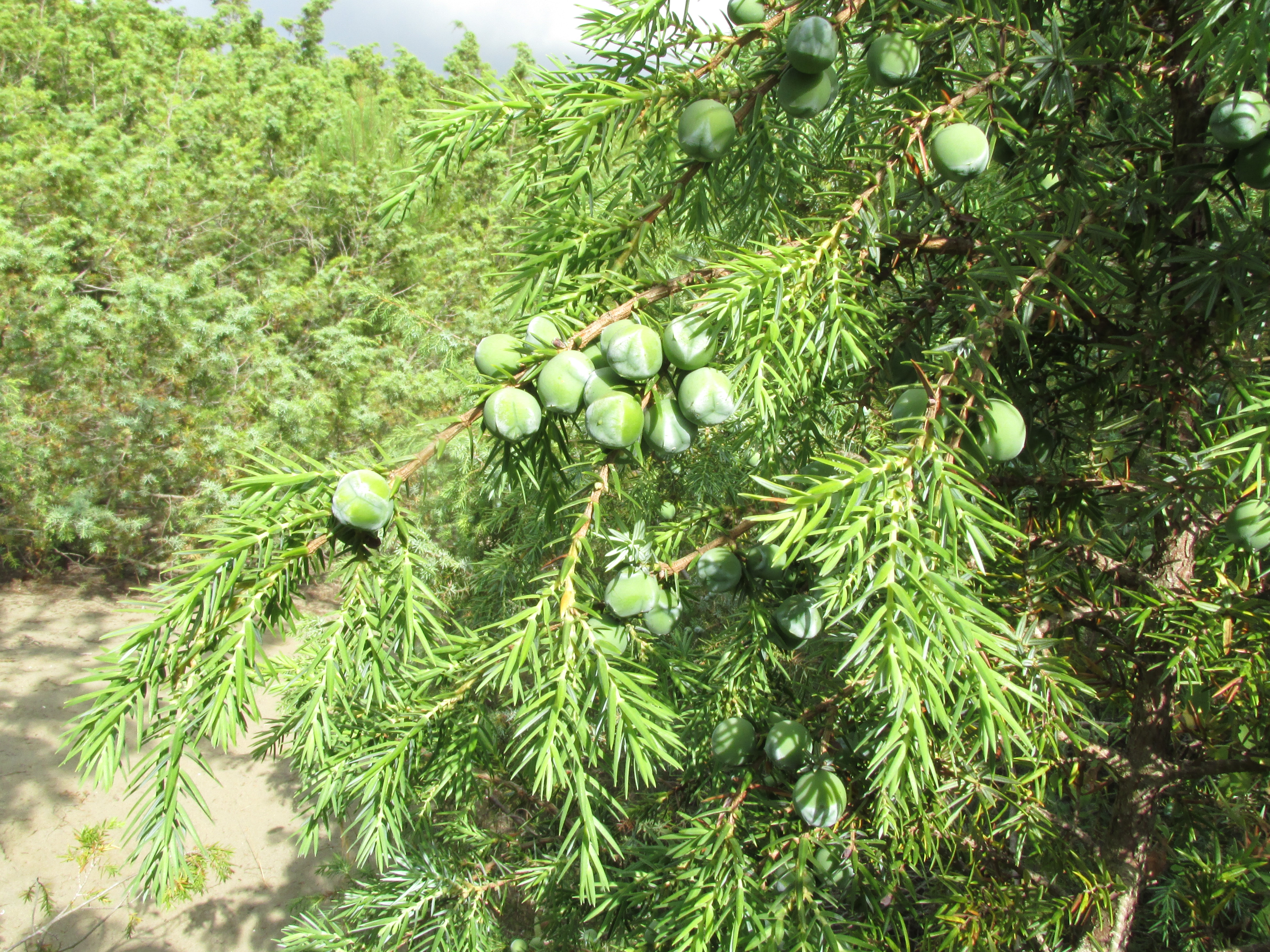
Rameaux fructifères.
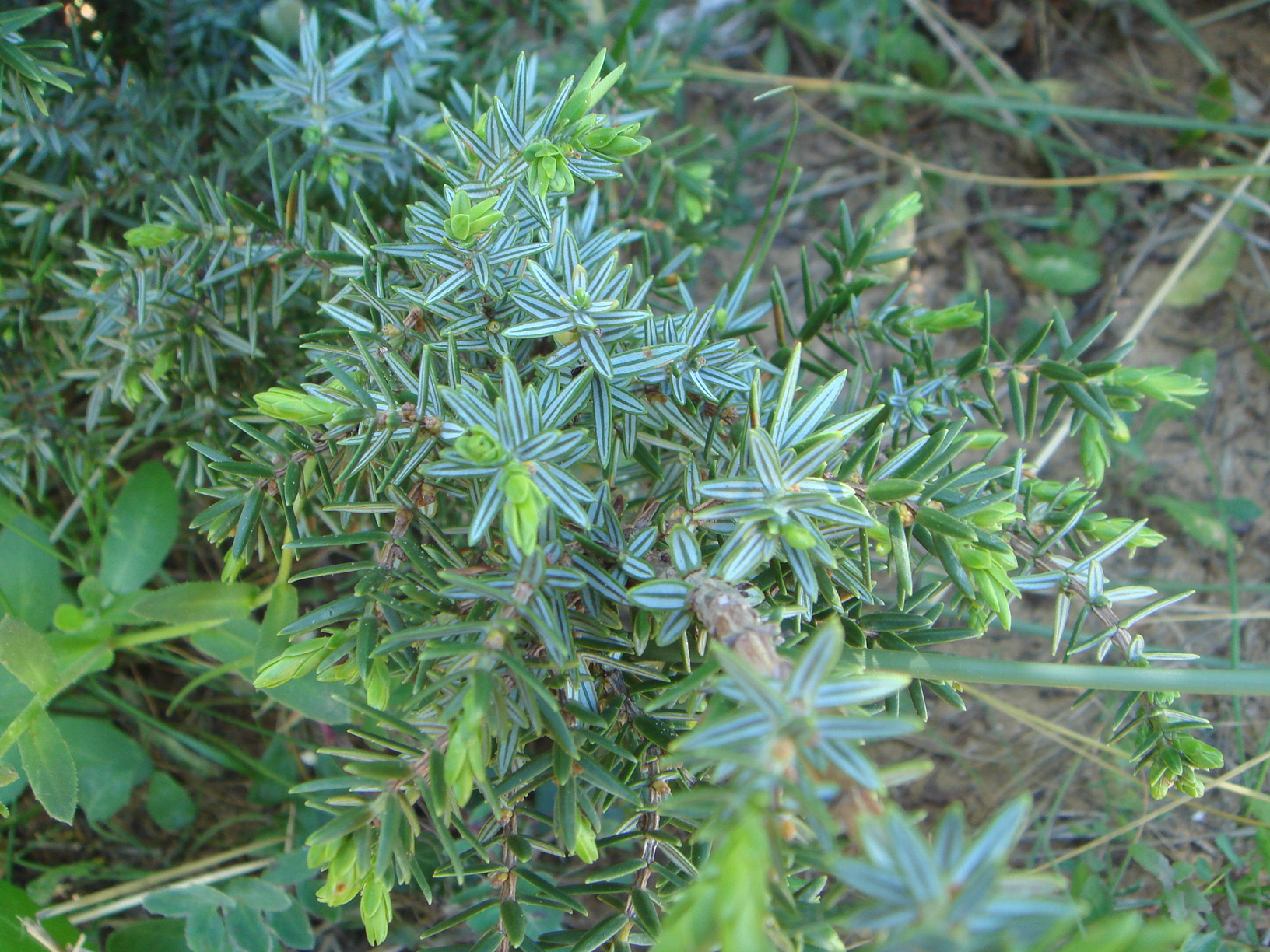
Détail des aiguilles.
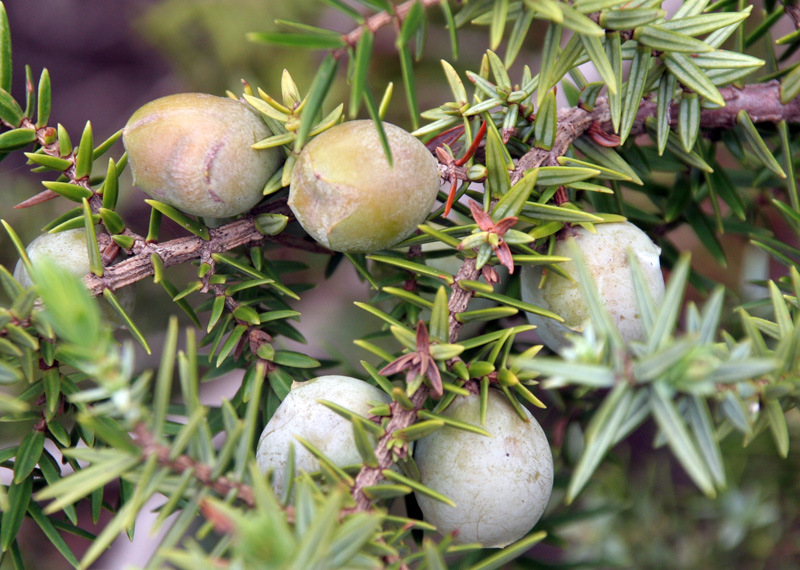
Détail des fruits.

C'est un arbuste pouvant mesurer jusqu'à 12 m de haut, à port étalé, assez trapu, souvent prostré. Ses feuilles sont des aiguilles atténuées, pointues, longues de 15 à 22 mm, larges jusqu'à 2,5 mm, en verticilles de 3 ; il y a deux bandes étroites blanches sur la face supérieure ; elles sont de couleur vert grisâtre. L'écorce est brun gris à brun rougeâtre. Les fleurs sont jaune pâle, les fleurs mâles en petites grappes, les fleurs femelles solitaires à l'aisselle des feuilles ; les sépales sont linéaires-lancéolés. Le fruit est un cône de 8–15 mm, sessile, rond, bleu verdâtre devenant brun rougeâtre à maturité.
Le Genévrier à gros fruits diffère de la sous-espèce type par des feuilles plus larges, moins piquantes et des cônes plus gros.
La floraison a lieu en février, mars et avril.

## Habitat et écologie

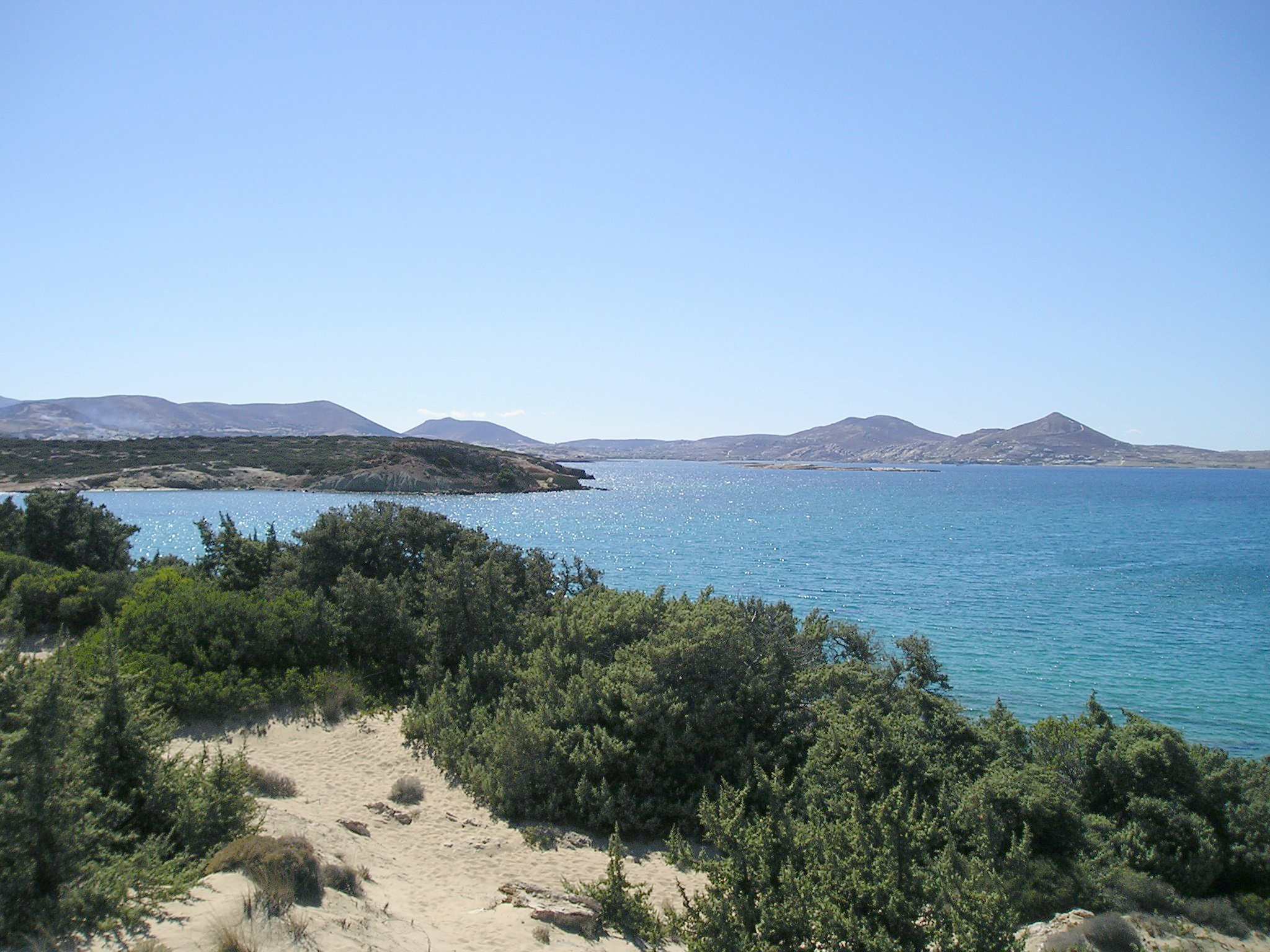
Fourrés sur dune de Genévriers à gros fruits.

Il pousse dans les dunes côtières, les fourrés dunaires. Il peut monopoliser l'espace et former ainsi des fourrés et matorrals arborescents. Il peut également pousser aux côtés du Pin parasol ou de l'Euphorbe arborescente.

## Répartition
Le Genévrier à gros fruits a pour aire de répartition la région méditerranéenne. Il est particulièrement bien représenté en Espagne et en Corse.

## Menaces et conservation
L'espèce est protégée en Corse et en Midi-Pyrénées.